# Arosa e Castelões
Arosa e Castelões (llamada oficialmente União das Freguesias de Arosa e Castelões) es una freguesia portuguesa del municipio de Guimarães, distrito de Braga.

## Historia
Fue creada el 28 de enero de 2013 en aplicación de una resolución de la Asamblea de la República de Portugal promulgada el 16 de enero de 2013 con la unión de las freguesias de Arosa y Castelões, pasando su sede a estar situada en la antigua freguesia de Arosa.

## Demografía
| Gráfica de evolución demográfica de Arosa e Castelões entre 2011 y 2021 |
|                                                                         |
| Datos según el nomenclátor publicado por el INE portugués.              |